# چکاوک‌های زنگی
چکاوک‌های زنگی (نام علمی: Spizocorys) نام یک سرده از تیره چکاوک است.

## گونه‌ها
- چکاوک منقارصورتی (Spizocorys conirostris)
- چکاوک اسکلیتر (Spizocorys sclateri)
- چکاوک آبیا (Spizocorys obbiensis)
- چکاوک نقاب‌دار (Spizocorys personata)
- چکاوک بوتا (Spizocorys fringillaris)
- چکاوک استارک (Spizocorys starki)